# Vasili Vereshchaguin
Vasili Vasílievich Vereschaguin (en ruso, Васи́лий Васи́льевич Вереща́гин) (Cherepovéts, Imperio ruso, 26 de octubre de 1842 – Port Arthur, Manchuria, 13 de abril de 1904) fue un pintor ruso, célebre por su faceta de artista bélico. El depurado estilo realista de sus pinturas lo llevó a ser uno de los primeros pintores rusos en gozar de cierto reconocimiento fuera de su país.

## Biografía

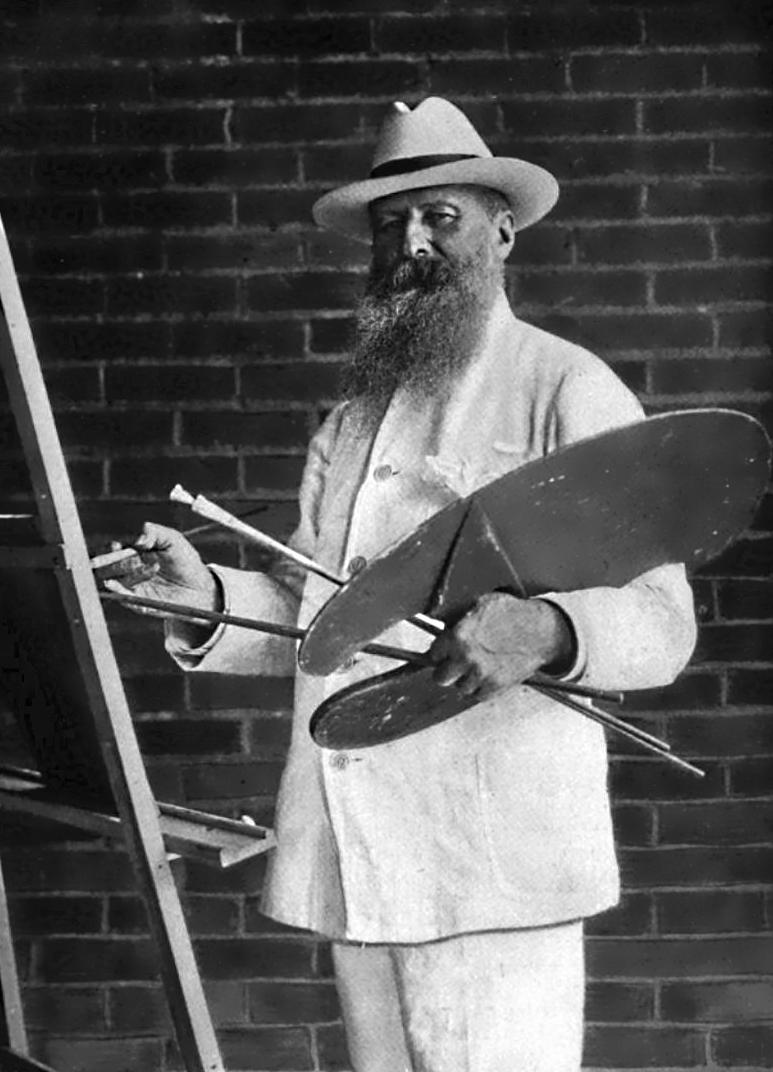
Vasili Vereschaguin pintando en 1902.

Vereschaguin nació en Cherepovéts (hoy en la óblast de Vólogda) en 1842 como el menor de tres hermanos, hijos de un propietario de tierras de noble cuna. Tras terminar sus estudios en el Cuerpo de cadetes navales, ingresó en la Armada Imperial Rusa y, al finalizar el servicio militar, comenzó a estudiar pintura, primero en la Sociedad Imperial de Fomento de las Artes de San Petersburgo y luego en París con Jean-Léon Gérôme. Viajó por varios países de Europa y visitó Siria, la India, Palestina, Filipinas, Estados Unidos y Japón. Asimismo, acompañó al ejército ruso en sus campañas en Asia Central (1867-1869) y en los Balcanes (1877-1878) en calidad de pintor oficial de las fuerzas armadas. Encontró la muerte el 13 de abril de 1904 a bordo del acorazado ruso Petropávlovsk, que impactó contra dos minas marinas mientras regresaba a Port Arthur durante la guerra ruso-japonesa.

## Obra
El tema recurrente de muchas de las pinturas de Vereschaguin es la guerra, aunque su finalidad no era otra que denunciar la barbarie de los conflictos. Sin duda su obra más famosa es La Apoteosis de la guerra, en la que retrata un paisaje desértico en cuyo centro se levanta un enorme montón de cráneos humanos al que sobrevuelan numerosos cuervos. Expuesto en la Galería Tretiakov, este óleo se ha convertido en símbolo del pacifismo ruso. También se dedicó al género del paisajismo, del retrato de monumentos célebres y de escenas populares de los muchos países que visitó. 
La villa de Verescháguino, en el krai de Perm, y el planetoide (3410) Vereshchagin, descubierto por la astrónoma soviética Liudmila Zhuravliova en 1978, fueron bautizados en honor a Vasili Vereschaguin.

## Galería

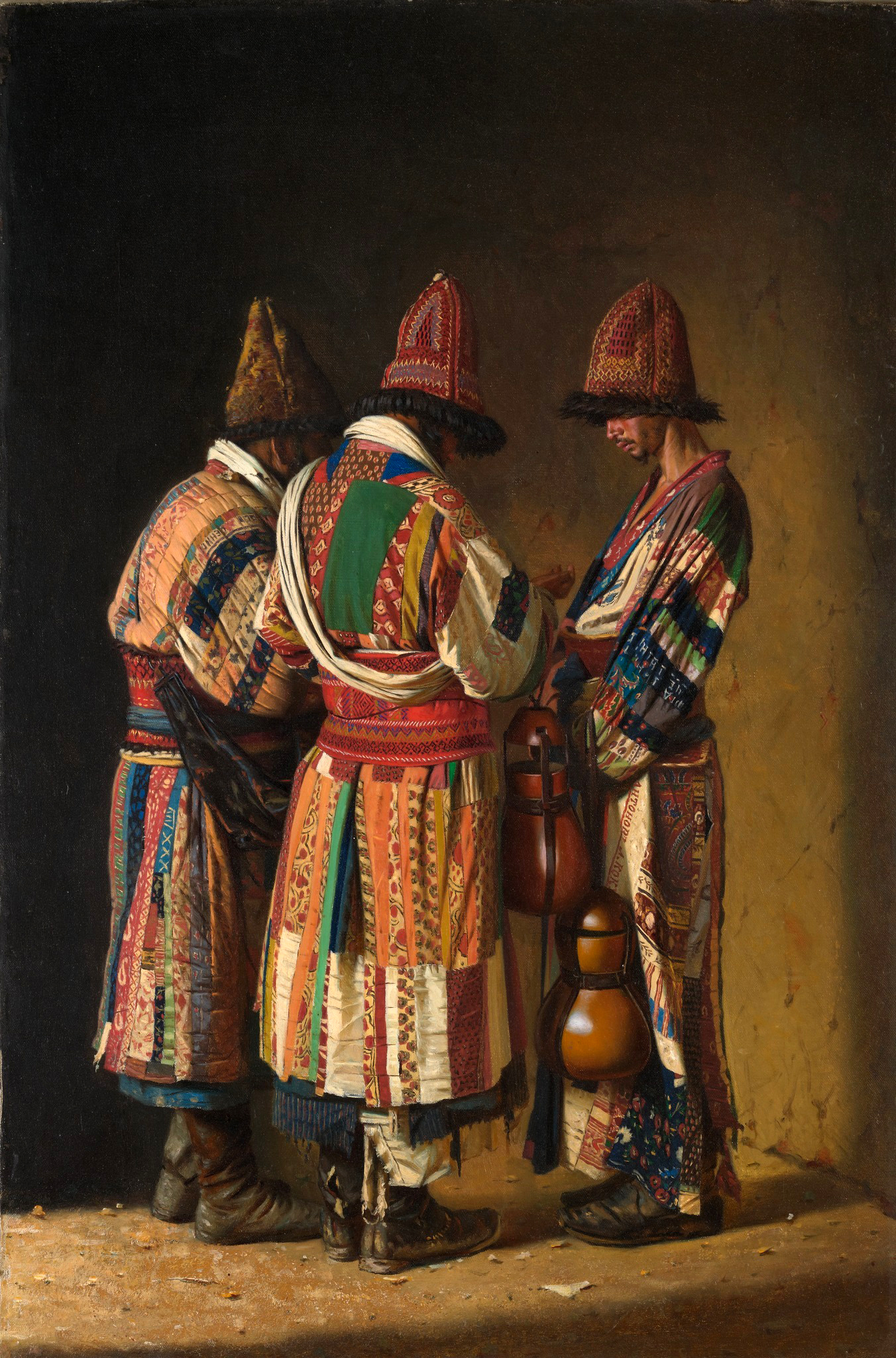
Derviches (1870)
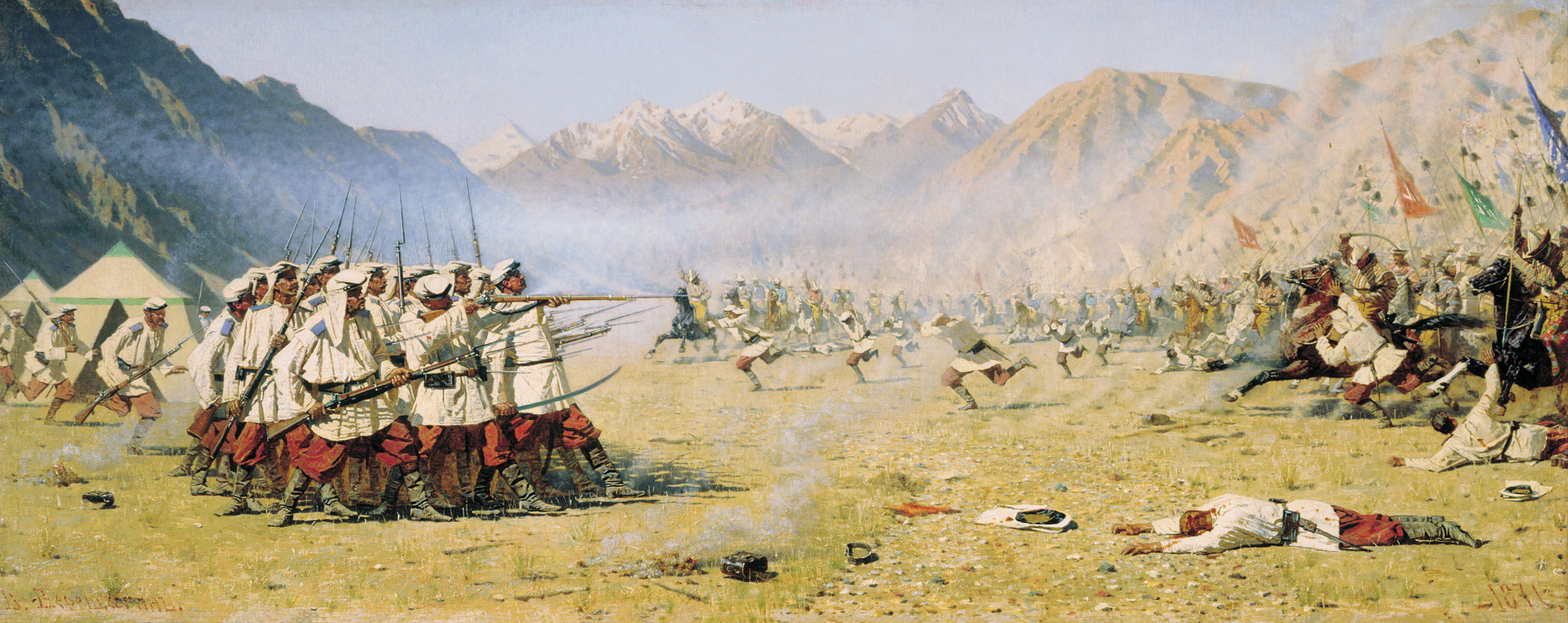
Ataque repentino (1871)
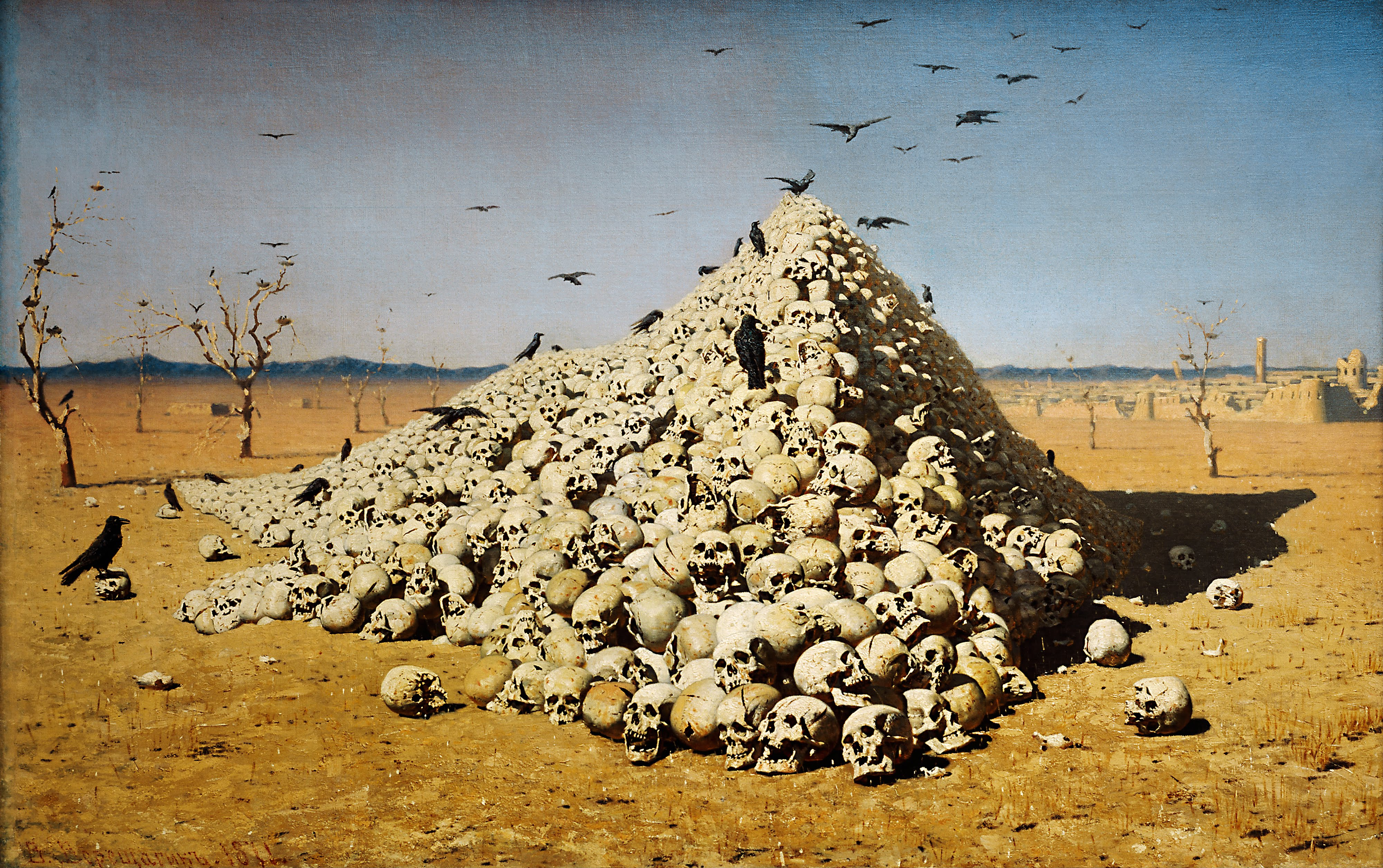
La Apoteosis de la guerra (1871)
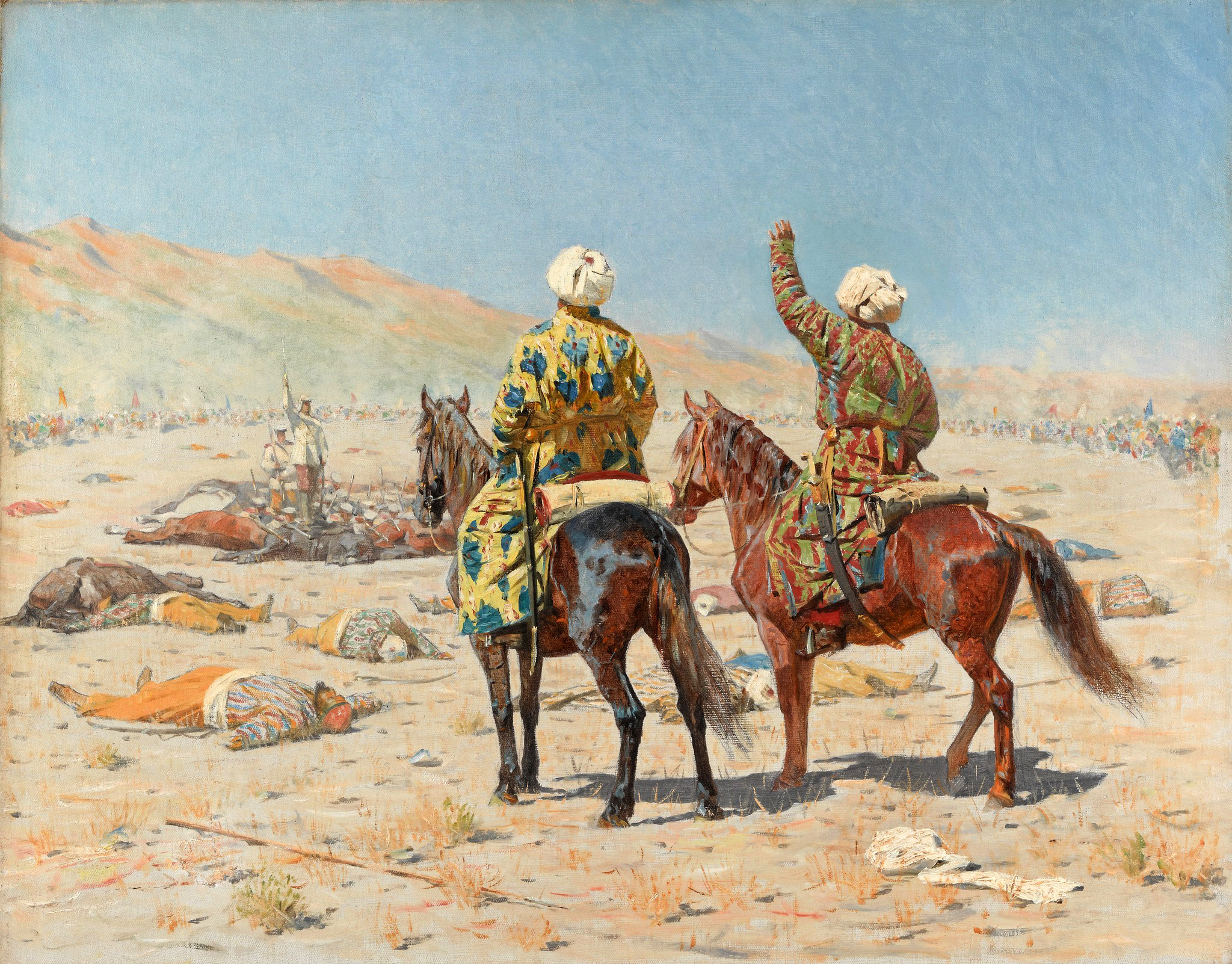
Pausa durante el combate (1873)
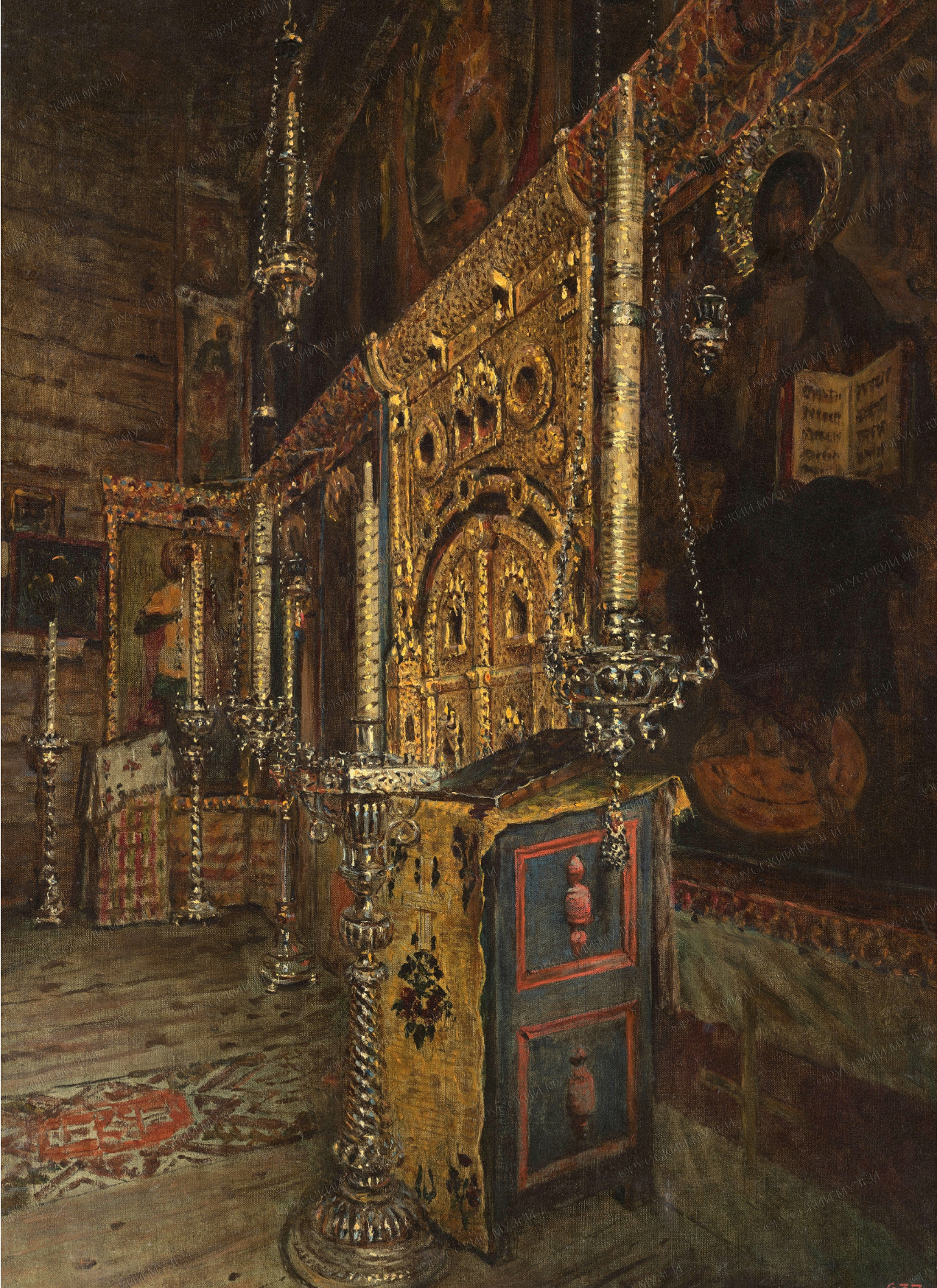
El iconostasio de la iglesia de San Juan el Evangelista, cerca de Rostov (1888)
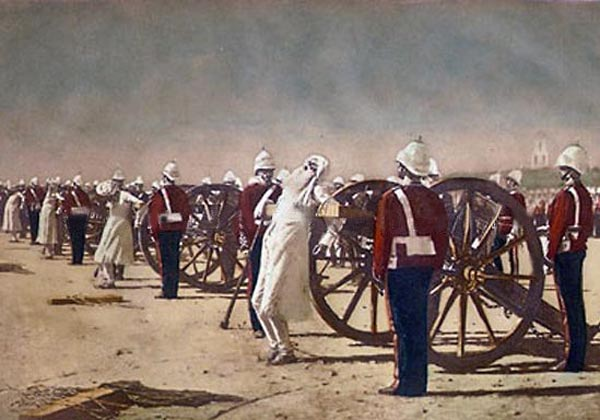
Represión por las tropas británicas de la rebelión de los cipayos (1887)
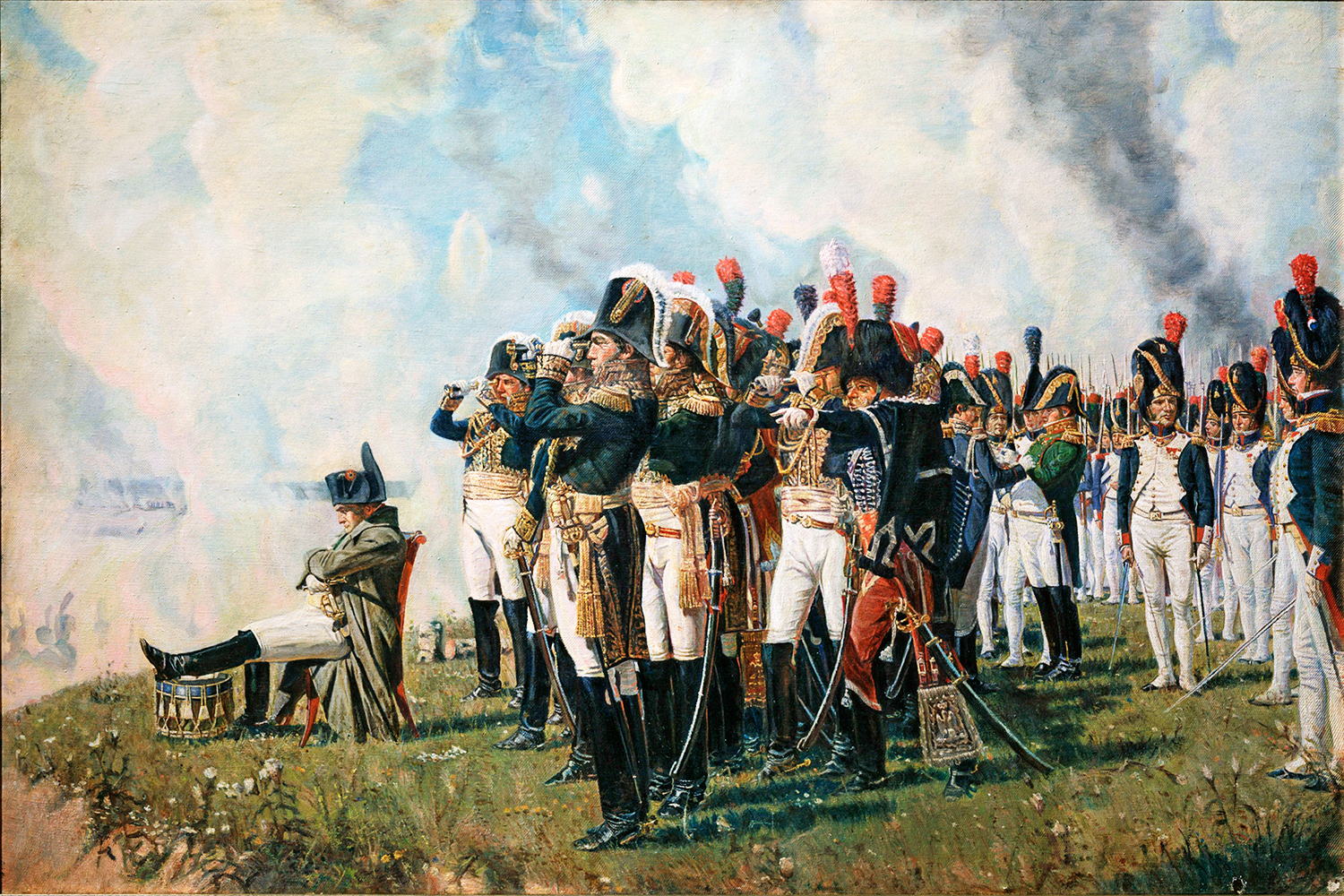
Napoleón en Borodinó (1897)
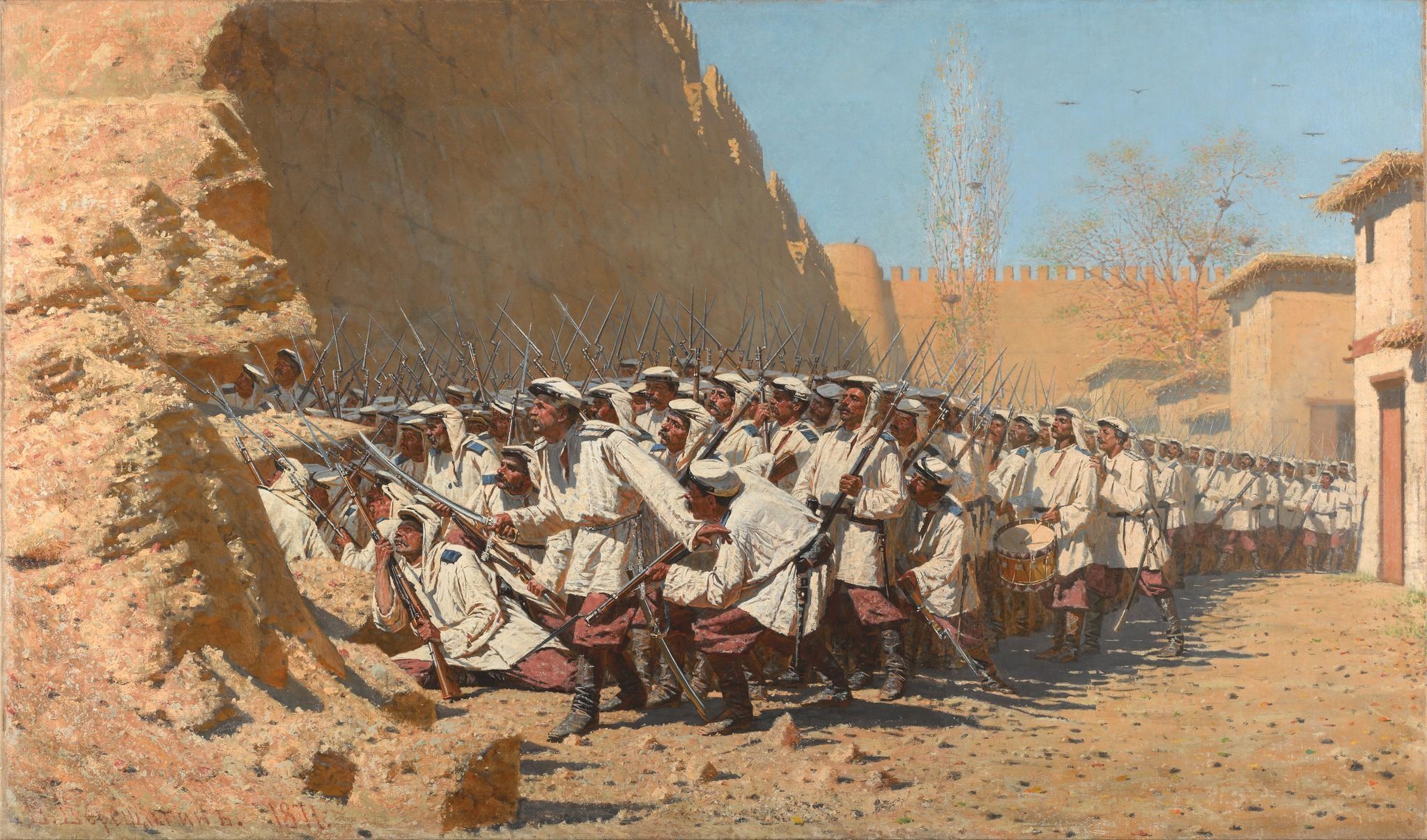
¡Que entren! (1871)
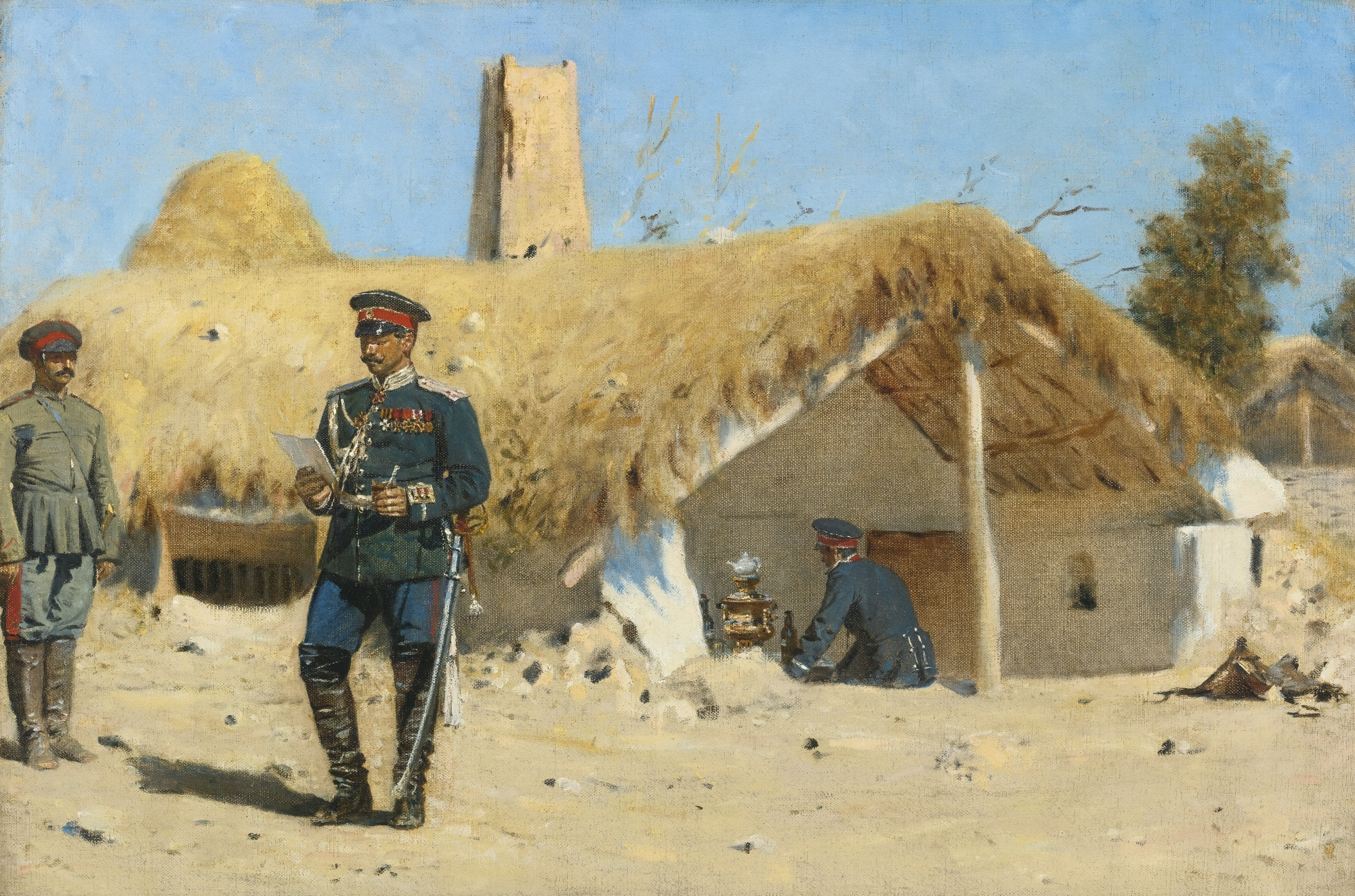
El ayudante (1878 o 1887)
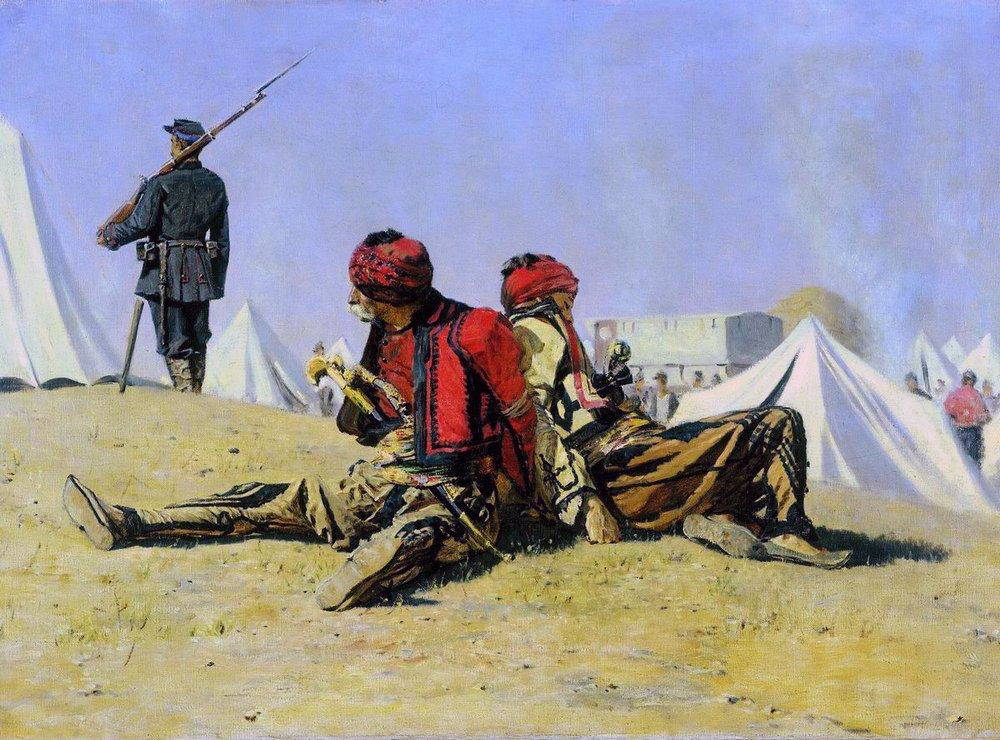
Dos halcones (1878)
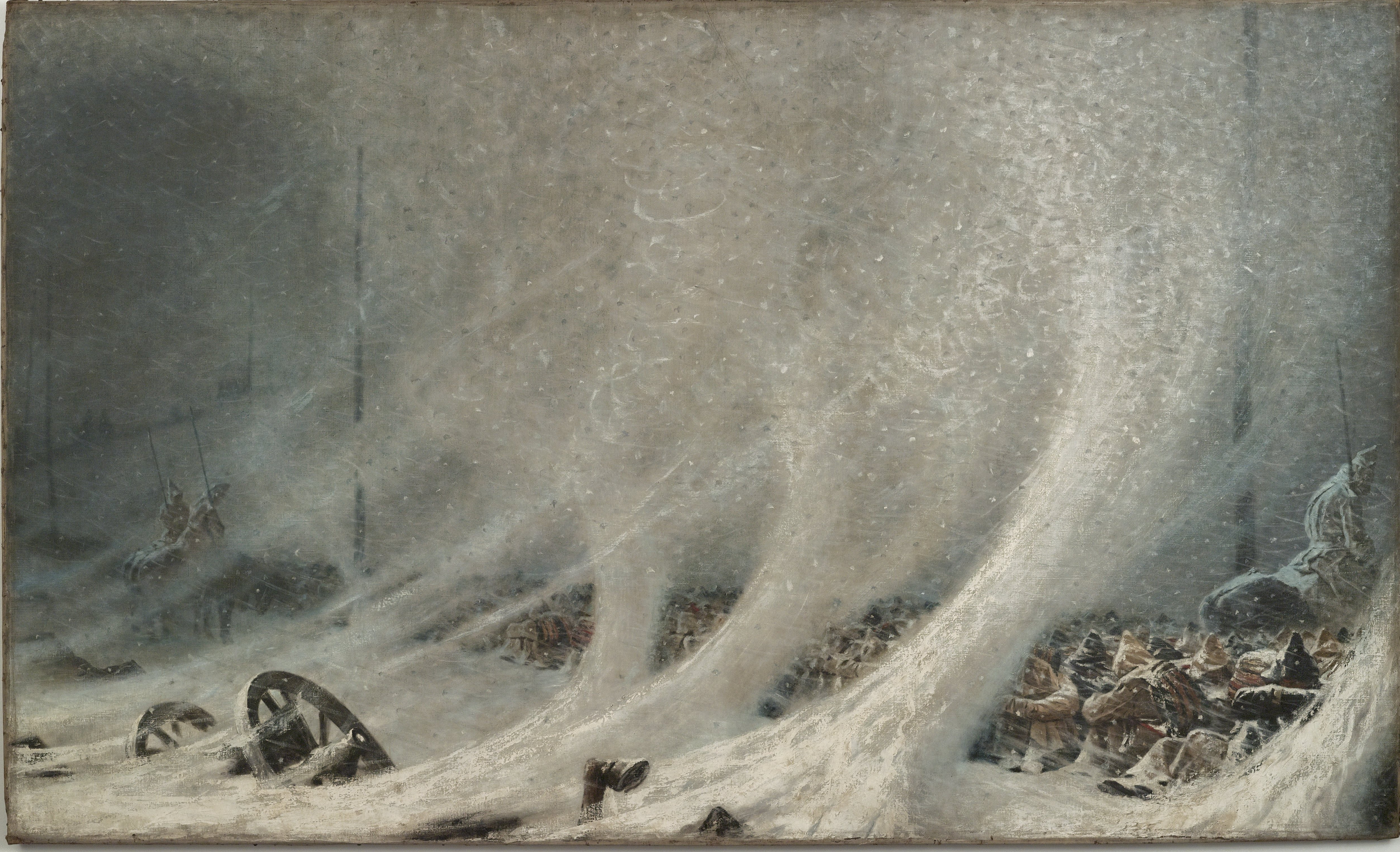
Descanso de los prisioneros de guerra (c. 1878-1879). (Guerra ruso-turca (1877-1878))